# Centroscymnus plunketi
El tiburón de Plunket (Centroscymnus plunketi) es un escualiforme de la familia Somniosidae, que habita alrededor del sureste de Australia, además de Nueva Zelanda, a profundidades de entre 220 y 1500 m sobre las plataformas continentales. Su longitud máxima es de 130 cm.